# Ebaeides samarensis
Ebaeides samarensis là một loài bọ cánh cứng trong họ Cerambycidae.